# Колалто (Удине)
Колалто је насеље у Италији у округу Удине, региону Фурланија-Јулијска крајина.
Према процени из 2011. у насељу је живело 350 становника. Насеље се налази на надморској висини од 192 м.